# Azapac Amatal
Azapac Amatal är en ort i Mexiko.   Den ligger i kommunen Tecpatán och delstaten Chiapas, i den sydöstra delen av landet, 700 km öster om huvudstaden Mexico City. Azapac Amatal ligger 715 meter över havet och antalet invånare är 457.
Terrängen runt Azapac Amatal är kuperad åt nordväst, men åt sydost är den bergig. Terrängen runt Azapac Amatal sluttar västerut. Runt Azapac Amatal är det ganska tätbefolkat, med 58 invånare per kvadratkilometer. Närmaste större samhälle är Tecpatán, 11,3 km söder om Azapac Amatal. I omgivningarna runt Azapac Amatal växer huvudsakligen savannskog.